# Nekézseny, Borsod-Abaúj-Zemplén
Nekézseny este un sat în districtul Ózd, județul Borsod-Abaúj-Zemplén, Ungaria, având o populație de 824 de locuitori (2011). 

## Demografie
Componența etnică a satului Nekézseny
     Maghiari (100%)
Componența confesională a satului Nekézseny
     Reformați (46,48%)
     Fără religie (6,67%)
     Necunoscută (46,84%)
     Alte religii (16,26%)
Conform recensământului din 2011, satul Nekézseny avea 824 de locuitori. Din punct de vedere etnic, majoritatea locuitorilor (100,0%) erau maghiari. Nu există o religie majoritară, locuitorii fiind reformați (46,48%) și persoane fără religie (6,67%). Pentru 46,84% din locuitori nu este cunoscută apartenența confesională.